# Paula Broadwell
Paula Dean Kranz Broadwell (Bismarck, 9 novembre 1972) è una militare e giornalista statunitense; la scoperta della sua relazione extraconiugale con il generale David Petraeus, ex comandante della International Security Assistance Force (ISAF) in Afghanistan, ha portato, in data 9 novembre 2012, alle dimissioni di quest'ultimo da direttore della CIA.

## Biografia
Paula Broadwell cresce a Bismarck, nel Dakota del Nord. Alle superiori si distingue, rispettivamente, come reginetta del ballo, primo violino dell'orchestra scolastica, capoclasse e valedictorian. Nel 1995 si diploma presso l'Accademia Militare degli Stati Uniti, che ha sede a West Point. Studia alla Joseph Korbel School of International Studies presso l'Università di Denver, all'Università di Amman e consegue un master in pubblica amministrazione alla John F. Kennedy School of Government presso la Harvard University. Prende parte anche a un Ph.D del Department of War Studies presso il King's College di Londra.
La Broadwell presta servizio nello United States Army, l'esercito statunitense, e nella United States Army Reserve, la forza di riserva di tale esercito, raggiungendo il grado di tenente colonnello nel mese di agosto del 2012.
Ricopre il ruolo di vicedirettrice del Jebsen Center for Counter-Terrorism Studies presso la The Fletcher School of Law and Diplomacy della Tufts University. Lavora nella Joint Terrorism Task Force dell'FBI. La Broadwell scrive anche per il New York Times e il Boston Globe. Nell'ottobre del 2012 tiene un discorso pubblico, organizzato da Amy Stephens, influente deputata del parlamento del Colorado, dinnanzi a una comitiva di donne repubblicane.

## La relazione con Petraeus
La Broadwell incontra David H. Petraeus nel 2006, durante un discorso del generale presso l'Università di Harvard. Al tempo, la donna era una studentessa laureata. Dopo il discorso, la Broadwell avrebbe avvicinato il generale e gli avrebbe raccontato dei suoi accesi interessi per la ricerca in campo militare. Petraeus si dimostra amichevole e le offre amorevolmente il suo aiuto. Paula incomincia una tesi di dottorato che, fra l'altro, include uno studio sulla leadership di Petraeus, il quale collabora il più possibile con la solerte studentessa. In seguito, Paula Broadwell scriverà, assieme a Vernon Loeb, una biografia di Petraeus, All In: The Education of General David Petraeus, che verrà pubblicata nel gennaio 2012. Il suo racconto del bombardamento di Khosrow Sofla è stato criticato perché minimalizza la tragedia della distruzione del villaggio.
Nel maggio 2012, Jill Kelley, una volontaria presso una base aerea di Tampa, in Florida, inizia a ricevere delle e-mail di tono minatorio. La donna contatta l'FBI, che a breve risale alla Broadwell quale mittente delle mail. Dalle mail risultava chiaro che la Broadwell sospettava che la Kelley avesse intrecciato una relazione amorosa clandestina con Petraeus, amico di famiglia della Kelley. Benché le mail non costituiscano minimamente un fatto di rilevanza penale, l'FBI decide di interrogare comunque Paula, la quale si vede costretta ad ammettere di esser stata l'amante del generale.
In seguito, l'FBI rinviene nella memoria del computer della scrittrice alcuni documenti riservati, il che porta il Bureau a indagare ulteriormente il rapporto della donna con il direttore della CIA. Anche se non esistono prove che facciano supporre che sia stato Petraeus a passare tali documentazioni all'amante, la storia d'amore fra i due viene resa di pubblico dominio ai primi di novembre del 2012. David H. Petraeus cita tale affaire extraconiugale quale unica motivazione delle sue dimissioni, rassegnate il 9 di novembre.

## Vita privata
Paula D.K. Broadwell è sposata con Scott Broadwell, un radiologo. Vive a Charlotte, nella Carolina del Nord, e ha due figli.